# Désertines (Allier)
Désertines ist eine französische Gemeinde mit 4323 Einwohnern (Stand: 1. Januar 2022) im Département Allier in der Region Auvergne-Rhône-Alpes. Sie gehört zum Arrondissement Montluçon und zum Kanton Gorron. Die Einwohner werden Biachets genannt.

## Lage
Die GemeindeDésertines liegt am Fluss Cher in den nördlichsten Ausläufern des Zentralmassivs und ist ein nordöstlicher  Vorort der Arrondissements-Hauptstadt Montluçon. Nachbargemeinden von Désertines sind Verneix im Nordosten, Saint-Angel im Osten, Néris-les-Bains im Süden,  Montluçon im Süden und Westen sowie Saint-Victor im Westen und Nordwesten. Am Nordrand der Gemeinde Désertines verläuft die Autoroute A714.

## Bevölkerungsentwicklung
| Jahr                       | 1962 | 1968 | 1975 | 1982 | 1990 | 1999 | 2006 | 2012 | 2022 |
| Einwohner                  | 4331 | 4697 | 4593 | 4912 | 4961 | 4646 | 4488 | 4232 | 4323 |
| Quellen: Cassini und INSEE |      |      |      |      |      |      |      |      |      |

## Sehenswürdigkeiten
- Kirche Saint-Georges aus dem 12. Jahrhundert

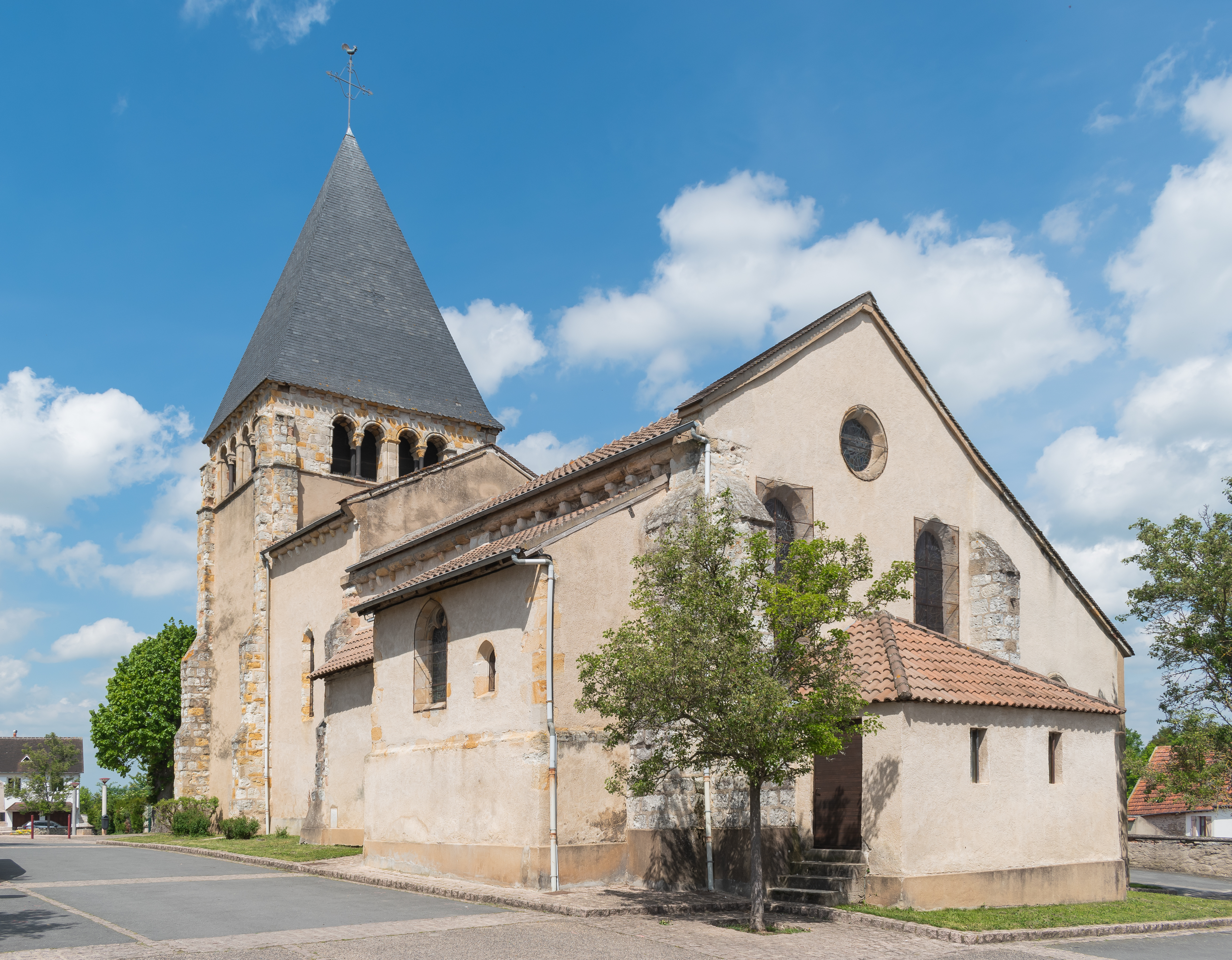
Kirche Saint-Georges
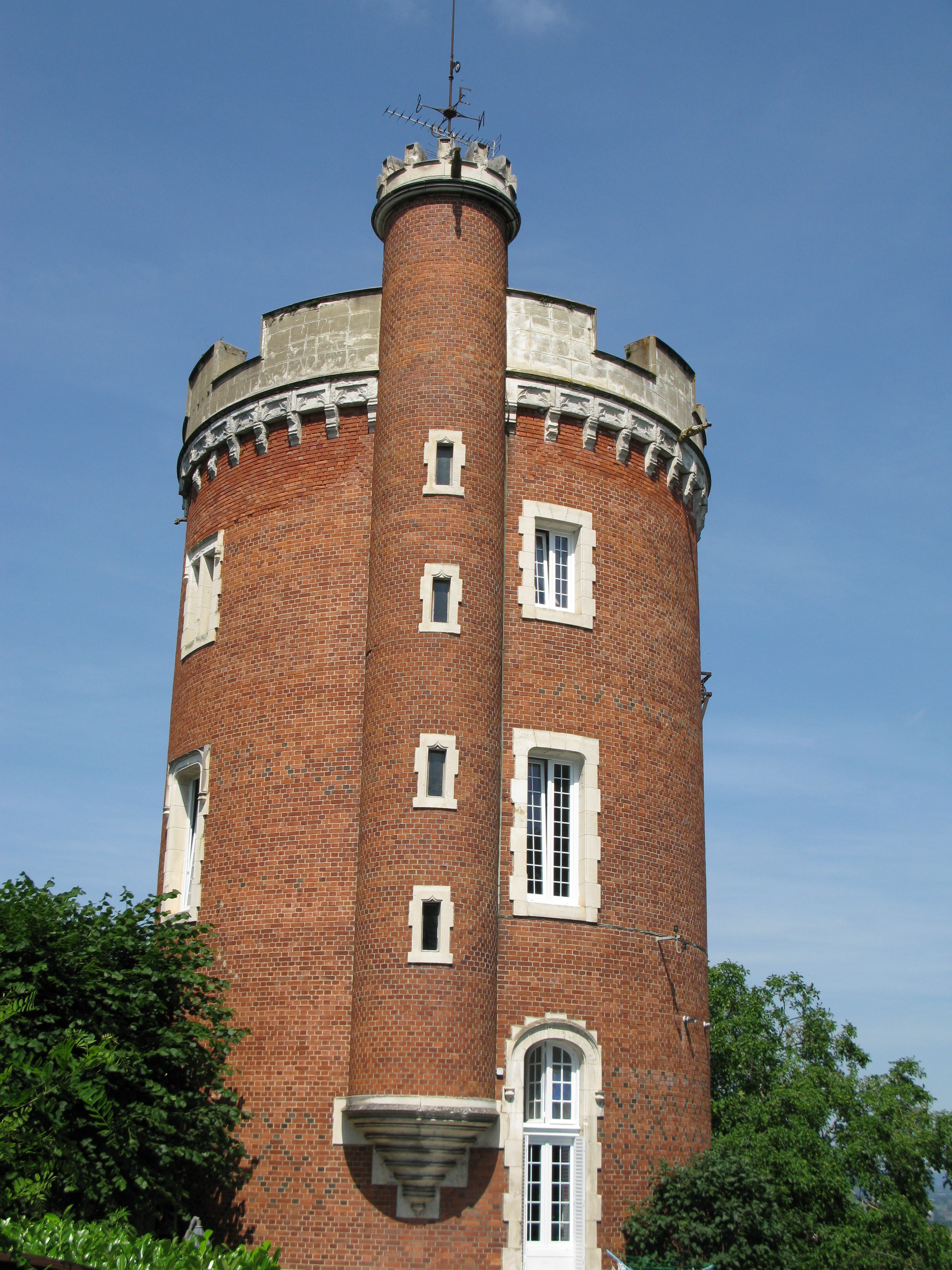
Tour perrier

## Persönlichkeiten
- Jean-Daniel Lafond (* 1944), Filmkritiker und Philosoph